# Healdton
Healdton é uma cidade localizada no estado norte-americano de Oklahoma, no Condado de Carter.

## Demografia
Segundo o censo norte-americano de 2000, a sua população era de 2786 habitantes.
Em 2006, foi estimada uma população de 2773, um decréscimo de 13 (-0.5%).

## Geografia
De acordo com o United States Census Bureau tem uma área de
37,3 km², dos quais 36,6 km² cobertos por terra e 0,7 km² cobertos por água. Healdton localiza-se a aproximadamente 277 m acima do nível do mar.

## Localidades na vizinhança
O diagrama seguinte representa as localidades num raio de 24 km ao redor de Healdton.